# Валентинув (гміна Коваля)
Валентинув (пол. Walentynów) — село в Польщі, у гміні Коваля Радомського повіту Мазовецького воєводства.
У 1975-1998 роках село належало до Радомського воєводства.